# Colotis pallene
Colotis pallene är en fjärilsart som först beskrevs av Carl Heinrich Hopffer 1855.  Colotis pallene ingår i släktet Colotis och familjen vitfjärilar.
Artens utbredningsområde är Moçambique. Inga underarter finns listade i Catalogue of Life.

## Bildgalleri

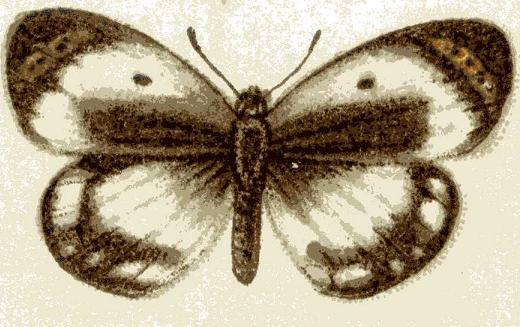
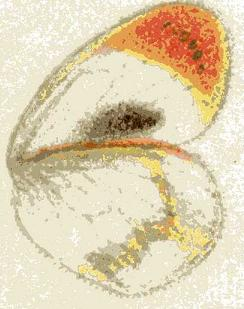
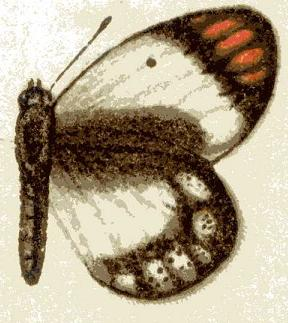
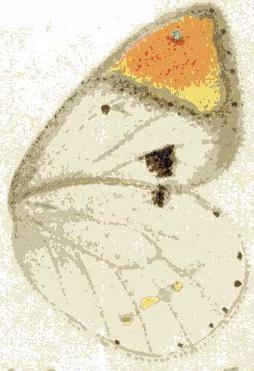
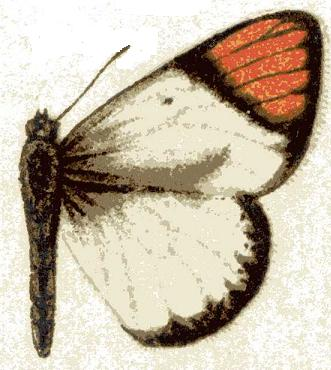
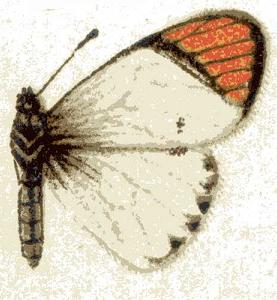